# Hydraulique à surface libre

Écoulement à surface libre rivière James (ressaut hydraulique).

L’hydraulique à surface libre est la branche de l'hydraulique et de la mécanique des fluides qui s’intéresse aux écoulements de liquides dans un canal avec une surface libre. Un écoulement en surface libre désigne un écoulement avec une interface libre entre l’air et l’eau, comme dans une rivière, par opposition à un écoulement en charge, où cette interface est absente dans une conduite sous pression par exemple.

## Classification des écoulements
Un écoulement en surface libre peut être classé et décrit de diverses manières en fonction de la variation de la profondeur d'eau par rapport au temps et à l'espace. Les types fondamentaux de flux traités dans l'hydraulique à surface libre sont :

### Variation temporelle
écoulement permanent – les paramètres caractérisant l’écoulement ne changent pas au cours du temps ou sont constants pendant l'intervalle de temps considéré.
écoulement instationnaire (ou non permanent) - La profondeur de l'écoulement varie avec le temps.

### Variation spatiale
écoulement uniforme - les paramètres caractérisant l’écoulement restent invariables dans les diverses sections du canal. La ligne de la pente du fond est donc parallèle à la ligne de la surface libre dans chaque section du canal. L’écoulement uniforme peut être permanent ou instationnaire suivant la variation temporelle de la profondeur d’eau (même si un écoulement uniforme instationnaire est improbable).
écoulement uniforme permanent - Dans le cas d’un écoulement uniforme permanent la pente de fond, la pente de la surface libre et la pente de la ligne d’énergie sont parallèles et la pression verticale peut donc être considérée comme hydrostatique.
écoulement non uniforme (ou varié) - les paramètres caractérisant l’écoulement varient le long du canal. Un écoulement non uniforme peut être soit permanent soit instationnaire. Un débit non uniforme peut être additionnellement classé suivant la rapidité des variations
variations rapides - La profondeur change brusquement sur une distance relativement courte. Un écoulement variant rapidement est un phénomène local. Par exemple en présence d’un ressaut hydraulique ou d’une chute d’eau.
variations graduelles - les paramètres hydrauliques varient graduellement sur une longue distance.
débit continu - La charge est constante tout au long du canal considéré. Le flux est considéré continu et peut donc être décrit en utilisant l'équation de continuité pour un flux régulier continu.
débit non continu - Cela peut se produire lorsque de l'eau pénètre et/ou quitte le canal le long de l'écoulement. Un exemple de flux entrant dans un canal serait un affluent. Un exemple de flux quittant un canal serait un canal d'irrigation. Ces flux peuvent tout de même être décrits à l'aide de l'équation de continuité pour peu que soit prise en compte les effets des variations de débit.

## Types d'écoulements
Le comportement de l'écoulement à surface libre est régi par les effets de la viscosité et de la gravité par rapport à l'inertie des forces de l'écoulement. La tension de surface a une contribution mineure pour l'eau et ne joue pas un rôle important dans la plupart des cas. En fonction de l'effet de la viscosité par rapport à l'inertie, représenté par le nombre de Reynolds, l'écoulement est soit laminaire, soit turbulent, soit en transition. 

## Formules de détermination des vitesses d'écoulement

### Formule de Manning-Strickler
La formule de Manning-Strickler aussi appelée formule de Gauckler-Manning-Strickler (formule GMS où GMS signifie Philippe Gaspard Gauckler, Robert Manning et Albert Strickler) est une formule empirique qui s’applique aux écoulements en surface libre dans les cours d’eau ou canaux :
{\displaystyle v_{\mathrm {m} }=k_{\mathrm {st} }\cdot R^{\frac {2}{3}}\cdot I^{\frac {1}{2}}}
où
- {\displaystyle v_{\mathrm {m} }} vitesse moyenne de l'écoulement [m/s],
- {\displaystyle k_{\mathrm {st} }} Coefficient de Strickler correspondant à la rugosité du lit [m1/3/s],
- {\displaystyle n} Coefficient de Manning correspondant à {\displaystyle n=1/k_{\mathrm {st} }} (suivants tables de coefficients disponibles)
- R Rayon hydraulique [m]
- {\displaystyle I} Pente de l’écoulement (hauteur sur longueur) [m/m]

Le coefficient de Strickler kst dépend des propriétés de la surface du lit du cours d'eau, de la végétation et de la géométrie de la section. Il se modifie avec la hauteur du niveau d'eau dans le cours d'eau puisque les berges ont des propriétés généralement différentes du lit. Le coefficient de Strickler repose sur des expérimentations en laboratoire et des observations in situ. Son unité n'a pas de réelle signification physique et n'a été choisie que pour obtenir une équation aux dimensions cohérente.
Valeurs types de kst :
| Surface                                 | kst in m1/3/s |
| --------------------------------------- | ------------- |
| Beton lisse                             | 100           |
| Cours d'eau rectiligne                  | 30-40         |
| Cours d'eau avec méandres et végétation | 20-30         |
| Torrent avec graviers                   | 10-20         |
| Torrent avec broussailles               | <10           |

### Formule de Brahms et de Chézy
À l'occasion de l'étude de l'amenée d'eau de l'Yvette à Paris, A. Chézy avait établi en 1775 la première équation de l'écoulement uniforme :
{\displaystyle v=C{\sqrt {R\,I}}}
où
- {\displaystyle v} vitesse d'écoulement [m/s],
- {\displaystyle C} coefficient de Chézy [m½/s],
- {\displaystyle R} rayon hydraulique [m],
- {\displaystyle I} pente d'écoulement  ({\displaystyle I=h_{\mathrm {f} }/L}) [m/m].

Son contemporain, l'intendant des digues allemand Albert Brahms, a proposé une formule analogue. Cette formule a servi depuis à la construction de canaux dans le monde entier, depuis le canal de Panama jusqu'au système d'irrigation de la Vallée Centrale de Californie.

## Auteurs des formules
Ingénieurs et scientifiques ayant contribué significativement à l’hydraulique à surface libre :
- Gaspar-Philibert Gauckler[2] (ou suivant les sources : Philippe Gaspard Gauckler) (1826–1905)

(à noter que  « Philibert Gaspard » sont également les autres prénoms de Henry Darcy)
- Robert Manning (1816–1897)
- Albert Strickler (1887–1963)
- Wilhelm Rudolf Kutter (1818–1888)
- Henri Bazin (1843–1917)
- Antoine de Chézy (1718–1798)
- Cyril Frank Colebrook (1910–1997)
- Ludwig Prandtl (1875–1953)
- Albert Brahms (1692–1758)
- Henry Darcy (1803–1858)

### Domaines d'étude
- Hydraulique
- Hydrologie
- Dynamique des fluides

### Types d'écoulements
- Écoulement en charge
- Écoulement laminaire
- Écoulement turbulent
- Écoulement transitoire
- Écoulement hélicoïdal
- Écoulement secondaire

### Propriétés des fluides
- Nombre de Froude
- Nombre de Reynolds
- Viscosité

### Autres Articles Connexes
- Ressaut hydraulique